# Kyousuke
Макси́м "kyousuke" Лу́кин (род. 30 января 2008) — российский киберспортсмен, игрок в Counter-Strike 2. Известен агрессивным стилем игры и высоким индивидуальным рейтингом. Наибольшую известность получил после перехода в международную команду Team Falcons летом 2025 года. Считается одним из самых перспективных молодых игроков сцены CS2 после donk.

## Ранние годы
В 2019 году, когда ему было всего 11 лет, он впервые познакомился с Counter-Strike — увлечение пришло благодаря старшему брату, который и открыл для него мир киберспорта. Уже через два года, в 2021-м, он зарегистрировался на платформе FACEIT и с тех пор успел провести свыше шести тысяч матчей, обгоняя по этому показателю даже некоторых известных профессионалов, таких как donk и m0NESY. Несмотря на столь юный возраст, его игровое время впечатляет — более 7 700 часов в CS2, что в среднем составляет около 1 300 часов в год.

## Карьера
В 2024 году Лукин присоединился к академии команды Team Spirit под псевдонимом "kyousuke". Он быстро зарекомендовал себя как один из сильнейших rifler'ов на молодёжной сцене, демонстрируя средний рейтинг 1.29 по данным HLTV.
В составе Team Spirit Academy он стал победителем нескольких турниров уровня B и C, включая LanDaLan #1 (февраль 2025) и LanDaLan #2 (май 2025), а также занял 3–4 место на YaLLa Compass Spring 2025.
*Rifler — (в переводе с англ. — «стрелок из винтовки (это игрок, который в основном использует штурмовые винтовки (rifles), такие как AK-47, M4A4, M4A1-S))»

## Прорыв и успехи
Весной 2025 года kyousuke стал одной из ключевых фигур своей команды, обеспечивая стабильные opening-фраги и высокую статистику по ходу турниров. Его стиль игры и агрессивная стрельба привлекли внимание аналитиков и топовых команд.
kyousuke известен агрессивными пушами, умением выигрывать дуэли в сложных ситуациях и стабильной стрельбой с первой пули. Он предпочитает играть на entry-позициях и часто берёт инициативу в свои руки в клатчах.
По мнению большинства, именно kyousuke стал главным открытием молодёжной сцены после феноменального дебюта donk.

Несмотря на молодой возраст, сохраняет хладнокровие и уверенность в матчах высокого уровня. В интервью говорил:

«Я просто играю, это всего лишь игра».

## Переход в Falcons
В июле 2025 года стало известно о переходе Лукина в международную организацию Team Falcons, где он заменил Magisk. Переход вызвал большой резонанс в киберспортивных СМИ и обсуждениях фанатов.
Его дебют за Falcons состоялся на IEM Cologne 2025. Уже в первых матчах он показал себя на достойном уровне по итогу турнира за 7 карт достиг Rating 2.1 1.39 и Impact 1.58. По итогу турнира он занял 2 место среди игроков всего турнира, и получил звание EVP.

## Достижения и результаты
| Год  | Место | Турнир                 | Команда        | Место проведения | Призовые (долл.) | Награда | Источник |
| ---- | ----- | ---------------------- | -------------- | ---------------- | ---------------- | ------- | -------- |
| 2024 | 1     | CCT Season 2 Series 14 | Spirit Academy | Online           | 22 000           |         | [ 9 ]    |
| 2024 | 1     | CCT Season 2 Series 15 | Spirit Academy | Online           | 22 000           |         | [ 10 ]   |
| 2025 | 1     | BetBoom LanDaLan 2025  | Spirit Academy | Москва           | 7 000            |         | [ 11 ]   |
| 2025 | 1     | BetBoom LanDaLan 2     | Spirit Academy | Москва           | 30 000           |         | [ 12 ]   |
| 2025 | 9-12  | IEM Cologne 2025       | Team Falcons   | Кёльн            | 23 000           | EVP     | [ 8 ]    |

*MVP — Most Valuable Player (в переводе с англ. — «Самый ценный игрок»), EVP — Exceptionally Valuable Player (в переводе с англ. — «Исключительно ценный игрок»)